# Claude Pascal (compositeur)
Pour les articles homonymes, voir Claude Pascal et Pascal.
Claude Pascal est un compositeur français, né le 19 février 1921 à Paris où il est mort le 28 février 2017.

## Biographie
Claude Pascal est né en 1921 à Paris, dans une famille disposant de peu de moyens.
Il intègre en classe de solfège le Conservatoire de Paris en 1931 au sein duquel il effectue un parcours brillant couronné des premiers prix d'harmonie (1939), de contrepoint et fugue (1940) et de composition (1943). Il travaille sous la houlette de Jean Gallon, Noël Gallon, Henri Busser.
Il obtint en 1945 un « premier grand prix de Rome » de composition musicale. Au cours de sa résidence à la villa Médicis à partir de 1946, il compose la traduction musicale de la Sonate de Vinteuil décrite par Marcel Proust dans A la recherche du Temps perdu. Cette partition pour violon et piano est jouée à quelques reprises avant d'être redécouverte en 2010. Tout en étant professeur de déchiffrage puis professeur conseiller aux études au Conservatoire national supérieur de musique de Paris, dans les années 1950-1960, il consacre l'essentiel de son existence à la création de très nombreuses œuvres.
On peut entendre sa voix à l'âge de 11 ou 12 ans dans un enregistrement EMI paru en 1933 : Le Roi des Aulnes de Schubert, en français, avec Georges Thill et Henri Etcheverry. Les archives privées de Tobias Broeker conservent une grande partie des manuscrits de Claude Pascal. D'autres manuscrits et de nombreux documents sont également archivés à la Bibliothèque Nationale de France.

## Œuvres
Il est en particulier l'auteur des œuvres suivantes :

### Musique pour orchestre
- Opéra cosmique pour enfants,
- Ouverture pour un conte de fées
- Concerto pour harpe et orchestre,
- Concerto pour flûte et orchestre de chambre (CD Tudor, 1999, Diapason d'Or),
- Concerto pour harpe,
- Concerto pour piano,
- Concerto pour violoncelle,
- Concerto pour saxophone alto

### Musique de piano
- Accord parfait,
- Berceuse de l'oiseau blessé,
- Carnet de notes,
- Chevaux de bois,
- Cousins en vacances,
- 12 Déchiffrages,
- 4 Études,
- 3 Études-Caprices
- 60 Petites Études,
- L'album de Lisette et Poulot,
- Le bal improvisé,
- 3 volumes du Cahier du lecteur,
- Marche des animaux,
- 12 Portraits d'enfants,
- Sonatine,
- Suite,
- Toccata

### Musique pour orgue
- Communion,
- Elégie,
- Offertoire

### Musique de chambre
- Six pièces variées pour flûte et piano
- Octuor pour instruments à vent
- Quatuor à cordes
- Allegro, choral et fugato pour quatuor de cors
- Quatuor de saxophones (CD Polymnie, POL 590325, 2002)
- Scherzetto pour quatuor de flûtes et bambou
- Suite chorégraphique pour quatuor de saxophones
- Sonate en 6 minutes 30 pour saxhorn et piano (David Maillot, saxhorn et Géraldine Dutroncy, piano) (Cd Hybrid'Music - H1813, 2008)
- Sonatine conçue en 1948 pour saxophone et piano (CD PROM SE-PMCD 5701), figurant en bonne place dans le répertoire de nombreux saxophonistes,
- Capriccio pour trompette et piano
- Capriccio pour trompette et piano
- Pastorale héroïque pour trombone et piano
- 3 Légendes pour clarinette et piano
- 6 Pièces variées pour trompette et piano
- Sonate pour cor et piano
- Danse des lutins pour flûte et piano
- Sonate pour violon et piano, écrite pour le concours Long-Thibaud,
- 2e Sonate pour violon et piano

### Musique pour chœur a cappella
- 12 Chansons françaises (3 voix égales),
- 25 Chansons françaises (2 voix égales),
- L'invitation aux voyages (3 voix égales),
- Parmi les arbres centenaires (4 voix mixtes), Ut ou Do (voix égales),
- Triptyque ferroviaire (2 voix égales).

### Musique vocale
- 3 Farfelettes pour chant et piano